# Сюньу
Сюньу́ (кит. упр. 寻乌, пиньинь Xúnwū) — уезд городского округа Ганьчжоу провинции Цзянси (КНР).

## История
Во времена империи Мин в 1567 году был создан уезд Чаннин (长宁县). После Синьхайской революции в Китае была проведена сверка названий уездов по всей стране, и выяснилось, что в провинции Сычуань также имеется уезд Чаннин, поэтому в 1914 году уезд Чанин провинции Цзянси был переименован в Сюньу (寻邬县).
После образования КНР в 1949 году был создан Специальный район Жуйцзинь (瑞金专区), и уезд вошёл в его состав. В ноябре 1949 года был создан Ганьсинаньский административный район (赣西南行署区); Специальный район Жуйцзинь был при этом переименован в Специальный район Нинду (宁都专区) и подчинён Ганьсинаньскому административному району. 17 июня 1951 года Ганьсинаньский административный район был упразднён. 29 августа 1952 года Специальный район Нинду был присоединён к Специальному району Ганьчжоу (赣州专区).
В мае 1954 года Специальный район Ганьчжоу был переименован в Ганьнаньский административный район (赣南行政区). 
В 1957 году из-за того, что иероглиф 邬 является малоупотребимым, написание названия уезда было изменено с 寻邬县 на 寻乌县.
В мае 1964 года Ганьнаньский административный район был снова переименован в Специальный район Ганьчжоу. В 1970 году Специальный район Ганьчжоу был переименован в Округ Ганьчжоу (赣州地区).
Постановлением Госсовета КНР от 24 декабря 1998 года Округ Ганьчжоу был преобразован в городской округ; это постановление вступило в силу с 1 июля 1999 года.

## Административное деление
Уезд делится на 7 посёлков и 8 волостей.